# 点叶柿
点叶柿（学名：Diospyros punctilimba）为柿科柿属下的一个种。

## 扩展阅读
- 維基物種上的相關：点叶柿